# Busanjin-gu (Busan)
Busanjin-gu es un distrito en el centro de Busan, Corea del Sur. Tiene una superficie de 29,7 kilómetros ², y una población de alrededor de 410.000. El nombre se abrevia a veces localmente como "Jin-gu". En Busanjin-gu se encuentra Seomyeon, una zona de negocios, con numerosas tiendas e infraestructuras de entretenimiento.

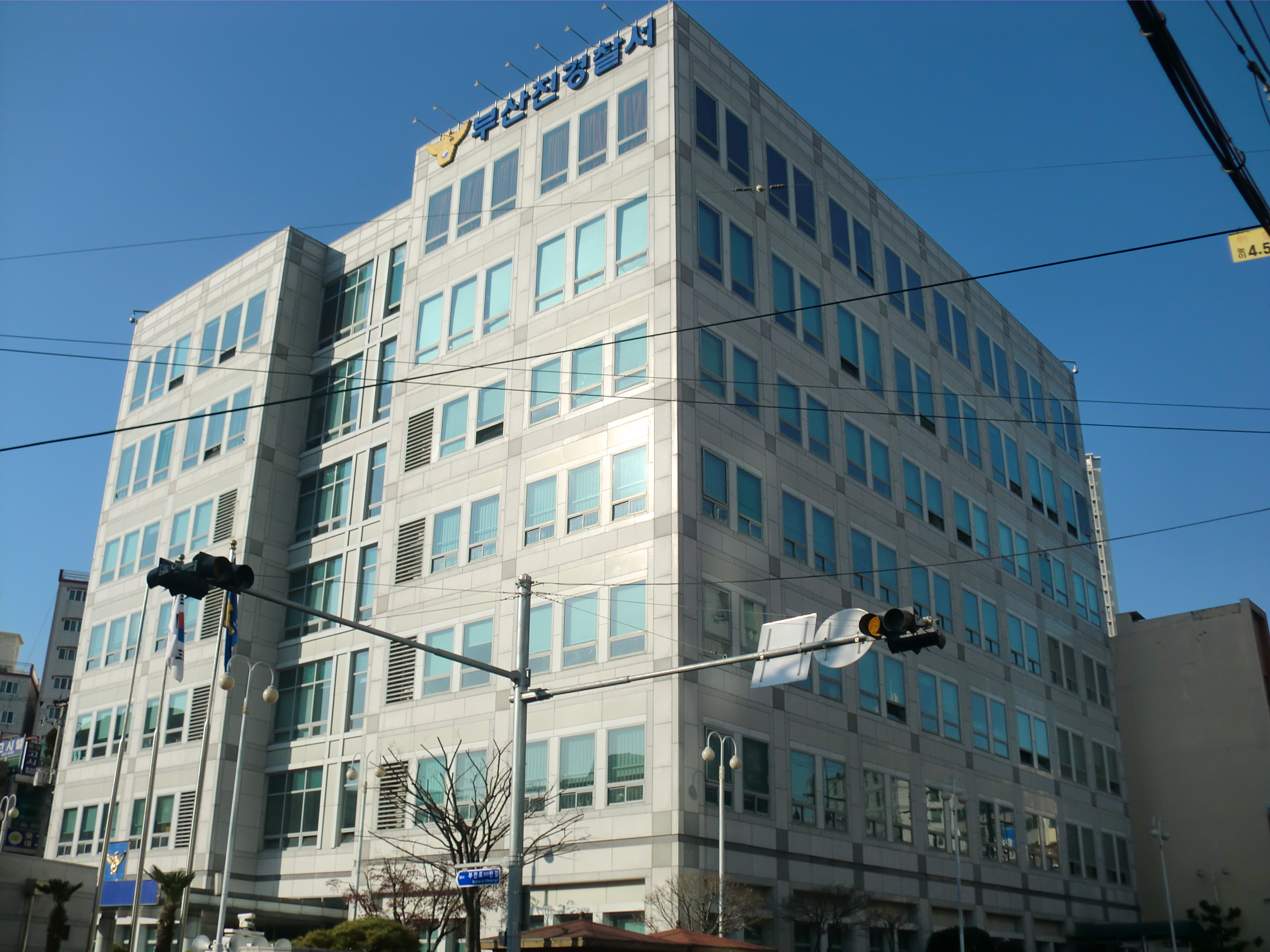
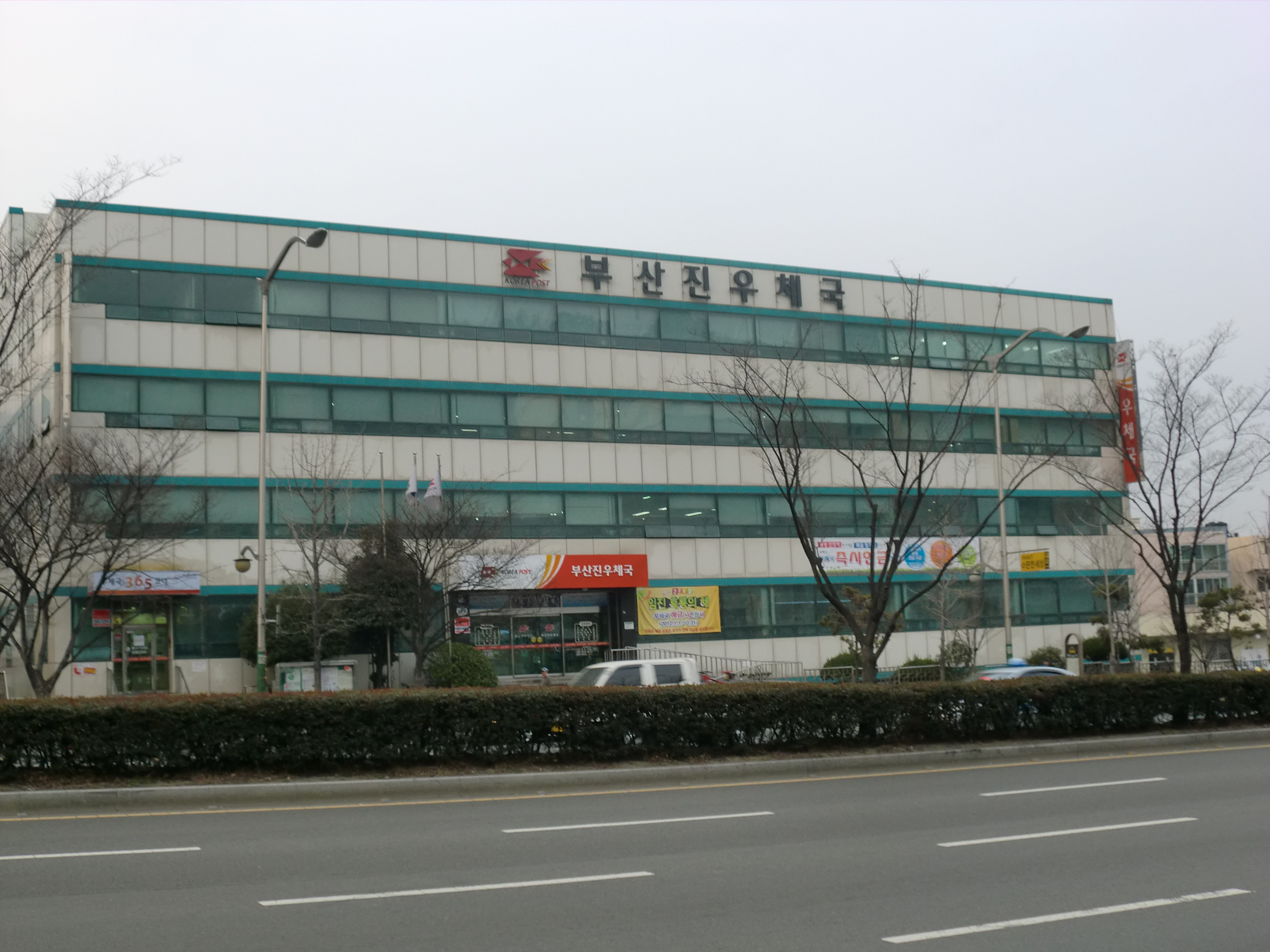

## Divisiones administrativas

- Bujeon-dong
- Beomjeon-dong
- Yeonji-dong
- Choeup-dong
- Yangjeong-dong
- Jeonpo-dong
- Buam-dong, Busan
- Danggam-dong
- Gaya-dong
- Gaegeum-dong
- Beomcheon-dong